# Meiacanthus atrodorsalis
Meiacanthus atrodorsalis is een straalvinnige vissensoort uit de familie van de naakte slijmvissen (Blenniidae). De wetenschappelijke naam is gepubliceerd in 1877 door Günther.